# 上海舞
上海舞（Shanghai Dancing）是澳大利亚小说家布赖恩·卡斯特罗於2003年出版的一本以上海為背景的半自傳英語小说，並且夾雜著其他語言。 中文版於2010年由上海译文出版社出版。
全書共有60個章節，講述主人公安東尼奧·卡斯特罗及其家族几百年来在世界各地的流散生活。 上海舞借鉴了《马桥词典》的写作方式。
上海舞曾獲得2003年维多利亚总理小说奖，2004年获新南威尔士总理小说奖。